# (95866) 2003 GM23
(95866) 2003 GM23 es un asteroide perteneciente al cinturón de asteroides, descubierto el 4 de abril de 2003 por el equipo del Lowell Observatory Near-Earth-Object Search desde la Estación Anderson Mesa (condado de Coconino, cerca de Flagstaff, Arizona, Estados Unidos).

## Designación y nombre
Designado provisionalmente como 2003 GM23. 

## Características orbitales
2003 GM23 está situado a una distancia media del Sol de 2,280 ua, pudiendo alejarse hasta 2,494 ua y acercarse hasta 2,065 ua. Su excentricidad es 0,094 y la inclinación orbital 1,512 grados. Emplea 1257,35 días en completar una órbita alrededor del Sol.

## Características físicas
La magnitud absoluta de 2003 GM23 es 16,54. Tiene 1,857 km de diámetro. Su albedo se estima en 0,170.